# Demonic
Demonic es el séptimo álbum de estudio de la banda de thrash metal estadounidense Testament, lanzado en 1997. Las letras se centran mayoritariamente más en temas ocultistas que en los aspectos políticos que insertaron en la década de 1980.
Musicalmente Testament se vuelve más lento, orientándose al death metal, con riffs de guitarra afinadas en tonos bajos, y el trabajo vocal de Chuck Billy que consiste principalmente en voces guturales.

## Lista de canciones
1. "Demonic Refusal" – 5:21
2. "The Burning Times" – 5:15
3. "Together as One" – 4:17
4. "Jun-Jun" – 3:43
5. "John Doe" – 3:11
6. "Murky Waters" – 3:00
7. "Hatred's Rise" – 3:15
8. "Distorted Lives" – 3:36
9. "New Eyes of Old" – 3:00
10. "Ten Thousand Thrones" – 4:37
11. "Nostrovia" – 1:32

## Créditos
- Chuck Billy: Vocales
- Eric Peterson: Guitarra
- Derrick Ramírez: Bajo
- Gene Hoglan: Batería
- Glen Alvelais: Guitarra principal en la pista 9
- Dave McKean: Portada